# Москва слезам не верит
«Москва́ слеза́м не ве́рит» — советский мелодраматический фильм режиссёра Владимира Меньшова. Премьера состоялась в конце 1979 года в московском кинотеатре «Звёздный». Мировая премьера состоялась 11 февраля 1980 года. Лидер кинопроката 1980 года в СССР (около 90 млн зрителей). В 1981 году фильм был удостоен премии «Оскар» в номинации «Лучший фильм на иностранном языке» и Государственной премии СССР.

## Сюжет
Москва, 1958 год. В столичном общежитии живут три 20-летние подруги, приехавшие из провинции. Их судьбы складываются именно так, как предполагает характер каждой из девушек. Целеустремлённая и сдержанная Катерина, не добрав баллов при поступлении в институт, работает штамповщицей, а позже — слесарем-наладчиком на машиностроительном заводе. Стеснительная и простая Антонина трудится маляром на стройке и замуж выходит за москвича-рабочего. Самоуверенной и весёлой Людмиле Москва представляется лотереей, в которой она должна выиграть своё особенное счастье. Она работает на хлебозаводе, но мечтает выйти замуж за статусного москвича — артиста, управленца, спортсмена, учёного. Она знакомится с Сергеем Гуриным — восходящей хоккейной звездой. Катерина, которая пошла на поводу у Людмилы и вместе с ней выдала себя за профессорскую дочь, горько расплачивается за свою авантюру. Она полюбила красавца-телеоператора Родиона Рачкова (который, следуя тогдашней моде на иностранные имена, называет себя Рудольфом или Рудиком), забеременела от него, а он, узнав, где она на самом деле работает и что она обманула его, бросает её. В довершение Рудольф отправляет к Катерине маму. Та оскорбляет её и предлагает деньги. Катерина отказывается. Людмиле говорит, что рожать не будет. Катерина рожает девочку, дав ей отчество по своему отцу. Ей приходится нелегко: воспитывает дочь, трудится на заводе, учится в институте, делая домашние задания по ночам.
Прошло 20 лет. Антонина по-прежнему работает маляром на стройке, любит мужа и любима им, у них растут три сына. Людмила выдаёт заказы в химчистке. Она развелась с Сергеем, который, не выдержав бремени славы и внимания окружающих, предлагавших выпить, забросил хоккей, превратился в алкоголика и опустился — она разведена, но продолжает общаться: именно к ней бывший муж бегает занимать деньги, её же винит в эгоизме. Катерина в одиночку вырастила дочь Александру, окончила институт и стала директором крупного предприятия, депутатом Моссовета. Её профессиональная карьера в полном порядке, однако личная жизнь так и не сложилась. Она до сих пор не замужем, а отношения с женатым любовником только умножают тоску по полноценной семье.
Однажды, побывав на даче в гостях у Антонины и возвращаясь домой на электричке, Катерина знакомится со слесарем Гошей, который совсем не похож на простого человека рабочей специальности: он интеллигентен, обаятелен, отличается широтой и оригинальностью жизненных взглядов. Катерина быстро влюбляется в него. Однако возлюбленный, несмотря на невысокий социальный статус, — сильная личность и привык быть лидером, поэтому у героини возникает острая проблема: как он будет к ней относиться, если узнает о её высокой должности? К тому же на жизненном горизонте неожиданно для Катерины вновь появляется её бывший ухажёр Рачков (ныне предпочитающий называться настоящим именем - Родион) — отец уже взрослой дочери Александры, который умудряется одной случайно брошенной фразой поссорить влюблённых, рассказав Гоше о высоком социальном статусе Катерины.
Гоша уходит, даже не закончив ужина, и исчезает. Не зная фамилии, адреса и места работы, найти человека в Москве практически нереально. Но Николай, муж Антонины, разыскивает Гошу, который, переживая случившееся, всю неделю пьянствовал в одиночестве. Николай объясняет ему причины поведения Катерины и уговаривает вернуться к ней. Георгий возвращается, с Николаем они договариваются «дружить семьями», после чего Людмила, Антонина и Николай быстро ретируются из квартиры. Усевшись ужинать, Катерина говорит Гоше: «Как долго я тебя искала…», на что Гоша обыденно отвечает: «Восемь дней», но Катерина, со слезами на глазах прокручивая в памяти всю свою жизнь, повторяет: «Как долго я тебя искала…»

## В ролях
- Вера Алентова — Катерина Александровна Тихомирова, слесарь-наладчик, позднее — директор химкомбината
- Алексей Баталов — Георгий Иванович, слесарь из НИИ
- Ирина Муравьёва — Людмила Свиридова, работница хлебозавода, позднее — работница химчистки
- Александр Фатюшин — Сергей Гурин, восходящая звезда хоккея и жених Людмилы, позднее — её бывший муж и бывший хоккеист
- Раиса Рязанова — Антонина Буянова, маляр-штукатур на стройке
- Борис Сморчков — Николай, муж Тоси, электрик на стройке
- Юрий Васильев — Родион Петрович Рачков, отец Александры, телеоператор из «Останкина»
- Наталья Вавилова — Александра Александровна Тихомирова, дочь Катерины и Родиона-Рудольфа, студентка
- Олег Табаков — Володя, женатый бывший любовник Катерины
- Евгения Ханаева — мать Рачкова
- Валентина Ушакова — Анна Никитична, мать Николая
- Виктор Уральский — Михаил Иванович, отец Николая
- Зоя Фёдорова — тётя Паша, вахтёрша в общежитии
- Лия Ахеджакова — Ольга Павловна, директор клуба
- Камео: Андрей Вознесенский, Татьяна Конюхова, Иннокентий Смоктуновский, Георгий Юматов, Леонид Харитонов, Павел Рудаков, Вениамин Нечаев

### В эпизодах
- Владимир Басов — Антон Круглов, замначальника Главка, гость на вечеринке Людмилы и Катерины
- Юрий Перов — Перов, кандидат технических наук, гость на вечеринке Людмилы и Катерины
- Эдуард Озерянский — Эдуард Васильевич Озерянский, инженер-испытатель, гость на вечеринке Людмилы и Катерины
- Виктор Незнанов — поэт, гость на вечеринке Людмилы и Катерины
- Михаил Зимин — профессор Алексей Тихомиров, дядя Катерины
- Иветта Киселёва — Маргарита, жена профессора Тихомирова
- Александр Жильцов — Никита, возлюбленный Александры, студент
- Юрий Коблов — Гена, старший сын Тоси и Николая, студент
- Нина Савищева — Марина, возлюбленная Гены, студентка
- Слава Матвеев — Витя Рачков, младший брат Рудольфа, школьник-пионер
- Владлен Паулус — Леднёв (Михалыч), начальник цеха, мастер
- Наталья Санько — сослуживица Катерины с завода
- Геннадий Ялович — Дима, друг Гоши на пикнике с собакой, доктор наук
- Альфред Солянов — друг Гоши на пикнике, бородатый гитарист-язвенник
- Александр Бородянский — друг Гоши на пикнике
- Владимир Меньшов — друг Гоши на пикнике, в чёрном плаще и шляпе / участник селекторного совещания (голос)
- Лариса Барабанова — работница хлебозавода, коллега Людмилы
- Михаил Бочаров — Борис Александрович, молодящийся мужчина в клубе знакомств
- Галина Добровольская — работница хлебозавода, коллега Людмилы
- Елена Вольская — вахтёрша в высотке
- Инна Выходцева — режиссёр телевидения
- Владимир Гусев — генерал в химчистке
- Лариса Данилина — женщина в клубе знакомств
- Александра Денисова — соседка Гоши
- Людмила Стоянова — Людмила, корреспондент телевидения
- Гарри Бардин — главный инженер химкомбината
- Ирина Кораблёва — Ирочка, секретарша Екатерины (в титрах — И. Березина)
- Татьяна Жукова-Киртбая — Полина, работница химчистки, коллега Людмилы
- Муза Крепкогорская — жена генерала
- Николай Кузнецов — Николай Васильевич, начальник цеха
- Любовь Калюжная — нянечка в роддоме
- Виктор Лазарев — старик в лифте
- Дмитрий Попов — Гена, друг Гоши
- Анатолий Чеботарёв — Анатолий Григорьевич, вступающий в клуб знакомств
- Таисия Шутова — женщина в клубе знакомств

## Съёмочная группа
- Автор сценария: Валентин Черных
- Режиссёр-постановщик: Владимир Меньшов
- Оператор-постановщик: Игорь Слабневич
- Художник-постановщик: Саид Меняльщиков
- Художник по костюмам: Жанна Мелконян
- Звукооператор: Марк Бронштейн
- Дирижёр: Эмин Хачатурян
- Монтаж: Елена Михайлова
- Редактор: Любовь Цицина
- Директор картины: Виталий Богуславский

## Песни
- В исполнении Сергея и Татьяны Никитиных:
  - «Александра» (музыка Сергея Никитина, слова Дмитрия Сухарева и Юрия Визбора)
  - «Диалог у новогодней ёлки» (музыка Сергея Никитина, слова Ю. Левитанского)
- Другие песни:
  - Робертино Лоретти: «Jamaica»
  - Булат Окуджава: «Дежурный по апрелю»
  - Yves Montand: «Les Routiers»
  - «Besame Mucho»
  - Сатирические куплеты (дипломатические куплеты, 1954 г., муз. П. Рудакова, сл. З. Горина) исп. Вениамин Нечаев и Павел Рудаков
  - Клавдия Шульженко: «Давай закурим»
  - Boney M: «Daddy Cool»

## История создания
В основу фильма лёг сценарий «Дважды солгавшая» Валентина Черных, который был им написан за 19 дней для конкурса сценариев о Москве и занял на этом конкурсе 3-е место.
Владимир Меньшов поначалу хотел отказаться от мелодраматического сценария, но всё же он его привлёк. Сначала интересным поворотом показался момент, когда героиня ложится спать, заводит будильник и просыпается через двадцать лет. Как позже признавался Меньшов, возможно, что в будущем фильме была некоторая автобиографическая для него и его супруги Веры Алентовой нотка. Они, как и герои фильма, прошли через общежитие, завоёвывали Москву как приезжие провинциалы и лимитчики. Бюджет фильма был достаточно скромен, составив 550 тысяч рублей.
Актёрский состав кинокартины сложился не сразу. Первоначально на роль Катерины Меньшов планировал взять Ирину Купченко, Маргариту Терехову или Анастасию Вертинскую, но все они отказались. Евгению Ветлову не утвердил худсовет. Отчаявшись, он взял на эту роль свою жену, хотя самой Алентовой сценарий тоже не понравился. Галина Польских отказалась от роли Тоси, Инна Макарова и Клара Лучко — от роли матери Рудольфа Рачкова.
Производственные сцены фильма снимались в цехах ПО «Химволокно» в Клину, на время съёмок предприятие не останавливалось. Премьера фильма, которую посетили Владимир Меньшов и Вера Алентова, также состоялась в Клину, в заводском клубе посёлка Майданово.
После выхода картины на экран её создатели поначалу получили довольно прохладные отзывы как об упаднической по духу и довольно дешёвой мелодраме, эксплуатирующей низменные чувства зрителей. Премия «Оскар». и огромный кассовый успех картины стали полной неожиданностью для кинематографического руководства и критиков.
Владимир Меньшов и команда создателей не приехали на церемонию вручения «Оскара». По версии самого Меньшова, в то время он был «невыездным» и попасть в Лос-Анджелес не мог в принципе. О том, что он получил премию американской академии киноискусств и наук, Меньшов узнал из программы «Время», причём новость прозвучала в эфире 1 апреля 1981 года (церемония проходила 31 марта), и Владимир Меньшов счёл это за розыгрыш. Вместо него участвовал в торжественной церемонии и получал золотую статуэтку атташе по вопросам культуры посольства СССР в США Анатолий Михайлович Дюжев, свекор актрисы Марины Дюжевой.
Картина Меньшова опередила и фильм — лауреат «Золотой пальмовой ветви» Каннского кинофестиваля «Тень воина», снятый японским режиссёром Акирой Куросавой, который ранее получал «Оскар» в этой номинации за советский фильм «Дерсу Узала». Довольно долго статуэтка хранилась в Госкино СССР.
Только в 1988 году Владимир Меньшов на первой церемонии вручения наград премии «Ника» получил свой «Оскар», причём ему хотели только дать подержать статуэтку и потом забрать, но Меньшов подержал, не вернул и больше уже с ней не расстался.
Фильм «Москва слезам не верит» посмотрело около 90 миллионов зрителей; по результатам годового проката он занял второе место среди всех советских фильмов после картины «Пираты XX века».

## Наследие
По утверждению корреспондента журнала «Коммерсантъ Власть» Андрея Плахова, в 1985 году Рональд Рейган посмотрел не менее восьми раз фильм «Москва слезам не верит» перед первой встречей с Михаилом Горбачёвым, пытаясь постичь «загадочную русскую душу». Владимир Меньшов, однако, сказал в интервью, что, насколько он знает, Рейган смотрел картину в 1985 или 1986 году два раза. «Буквально для того, чтобы несколько повернулись мозги, и чтобы он понял, что такое Россия, помощники этот фильм, что называется, ему „впарили“. Это тоже очень, конечно, приятный момент».
В 2006 году вышла книга Ирины Агаповой и Маргариты Давыдовой «Москва слезам не верит: шесть женских судеб», описывающая биографии шести актрис, снявшихся в фильме (Муравьёва, Алентова, Рязанова, Ханаева, Фёдорова, Вавилова).
В 2007 году на первом канале выпустили новогодний телефильм «Первый дома», в одном из эпизодов которого действовали Катерина Тихомирова (Вера Алентова), Гоша (Владимир Меньшов) и Александра (Юлия Меньшова).
В 2024 году начались съёмки одноимённого сериала Жоры Крыжовникова, который является переосмыслением фильма.

## Премии и призы
- Государственная премия СССР (1981 г.), удостоены: режиссёр Владимир Меньшов, художник фильма Саид Меняльщиков, актёры Вера Алентова, Ирина Муравьёва, Раиса Рязанова, Алексей Баталов.
- Лучший фильм 1980 года по версии журнала «Советский экран», а Вера Алентова — лучшая актриса 1980 года.
- Премия «Оскар» американской академии киноискусства за лучший фильм на иностранном языке (1981 г.).
- Номинация на премию Берлинского кинофестиваля «Золотой медведь» (1980 г.).
- В 2009 году фильм получил награду MTV Russia Movie Awards как лучший советский фильм.